# Bonneterre (Villeurbanne)
Pour les articles homonymes, voir Bonneterre.
Bonneterre est un ancien fief, devenu quartier de Villeurbanne, ville de la métropole de Lyon en région Auvergne-Rhône-Alpes, en France.

## Histoire
Bonneterre, également connu à l'origine sous le nom de Bonnetière, est en 1633 un fief attribué à la Maison du Molin. D'autres noms comme « Les Bonnetières » ou « Les petites Bonnetières » sont aussi relevés sur des cartes respectivement datées de 1862 et 1891.